# Armela Tukaj
Armela Tukaj (* 25. März 2001 in Shkodra) ist eine albanische Fußballspielerin.

## Karriere
Tukaj begann ihre Karriere beim Verein KFF Apolonia in der mittelalbanischen Stadt Fier.
Im August 2024 wechselte Tukaj in die Türkei und unterschrieb einen Vertrag bei Trabzonspor.
Tukaj gab ihr Debüt für die albanische Nationalmannschaft am 9. April 2021 gegen Bosnien und Herzegowina. 